# Зельоне-Друге
Зельоне-Друге (пол. Zielone Drugie) — село в Польщі, у гміні Сувалки Сувальського повіту Підляського воєводства.
Населення — 101 особа (2011).
У 1975-1998 роках село належало до Сувальського воєводства.

## Демографія
Демографічна структура станом на 31 березня 2011 року:
|          | Загалом | Допрацездатний вік | Працездатний вік | Постпрацездатний вік |
| -------- | ------- | ------------------ | ---------------- | -------------------- |
| Чоловіки | 51      | 15                 | 31               | 5                    |
| Жінки    | 50      | 12                 | 27               | 11                   |
| Разом    | 101     | 27                 | 58               | 16                   |